# Domstolsverket
Domstolsverket är en svensk statlig förvaltningsmyndighet, som sorterar under Justitiedepartementet och har till uppgift att ge administrativt stöd och service åt de allmänna domstolarna, de allmänna förvaltningsdomstolarna, hyres- och arrendenämnderna, Rättshjälpsmyndigheten och Rättshjälpsnämnden. 
Inom verksamhetsområdet ska Domstolsverket i administrativt hänseende leda och samordna verksamheten för att skapa förutsättningar för en rättssäker verksamhet och se till att den bedrivs effektivt. I detta arbete ska verket iaktta domstolarnas självständighet enligt regeringsformen.
Från 2009 ansvarar Domstolsverket även för det svenska rättsinformationssystemet och webbplatsen lagrummet.se.

## Domstolsverkets uppgifter i krig
Domstolsverket  är från 1 oktober 2022 beredskapsmyndighet och ingår i beredskapssektorn ordning och säkerhet. Under krig och höjd beredskap ansvarar Domstolsverket för att säkerställa att rättskedjan fungerar effektivt och sammanhängande. Detta innebär att myndigheten ska ha en god förmåga att motstå hot och risker, förebygga sårbarheter, hantera fredstida krissituationer och genomföra ordinarie uppgifter även vid höjd beredskap.
I enlighet med Lag 157:132 om särskilda bestämmelser angående domstolarna under krig eller krigsfara kan regeringen besluta om ändrade förfaranden för domstolarna under sådana förhållanden. Detta kan inkludera att domstolar sammanträder på andra tider och platser än vanligt, samt att vissa uppgifter övertas av andra domstolar eller domare.
Sammanfattningsvis är Domstolsverkets uppgift under krig att säkerställa att rättsväsendet fungerar effektivt och sammanhängande, trots de utmaningar som kan uppstå under sådana förhållanden.

## Organisation

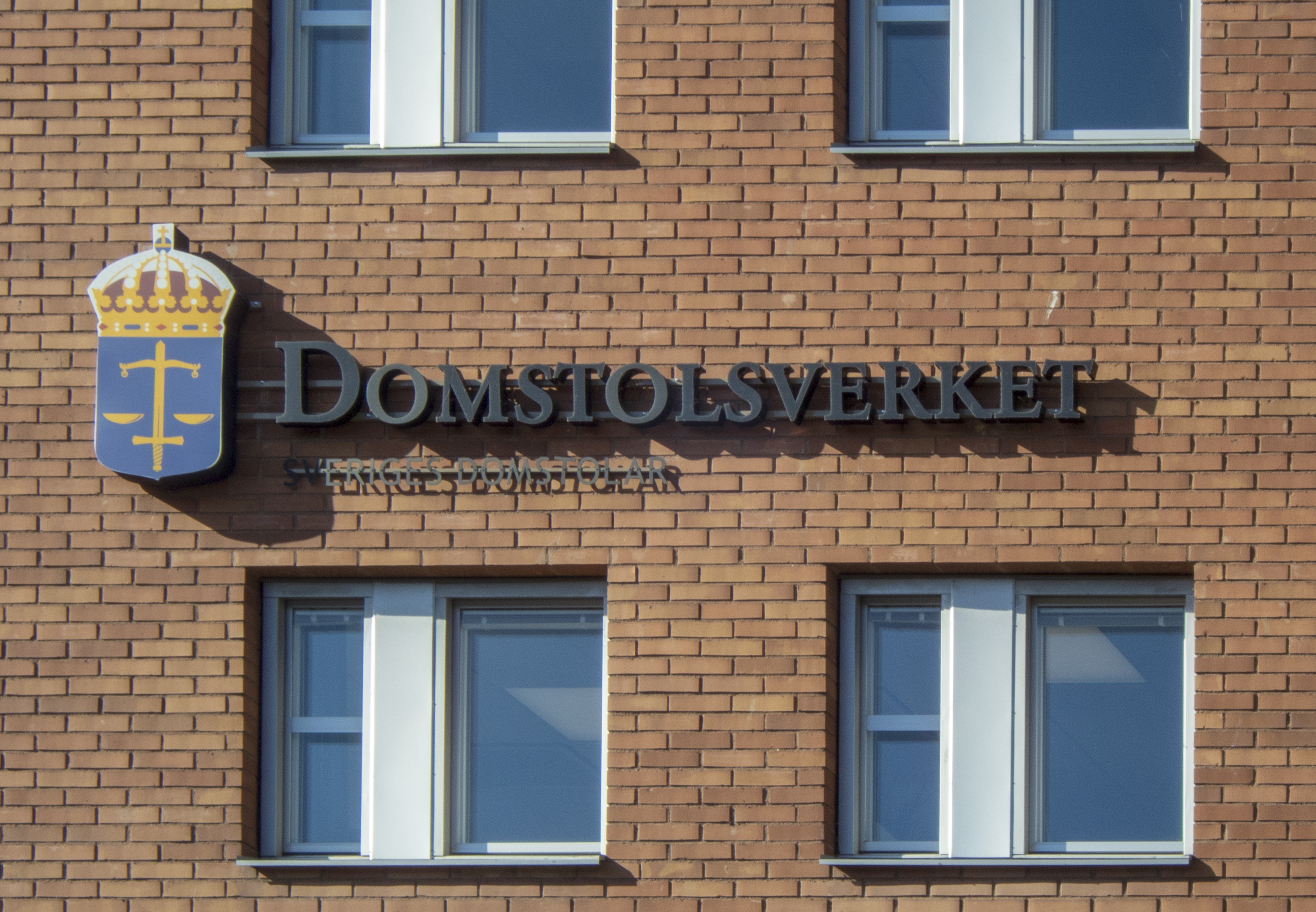
Domstolsverket i Jönköping

Domstolsverket inrättades år 1975 och har huvudsaklig placering i Jönköping. Det finns mindre lokalkontor i Stockholm (på Torsgatan), Göteborg och Malmö.

## Domstolsverkets författningssamling
Domstolsverkets författningssamling består av föreskrifter och allmänna råd som verket givit ut.

## Generaldirektörer
- 1975–1986: Mats Börjesson
- 1986–1993: Lars Åhlén
- 1994–1998: Bertil Hübinette
- 1998–2004: Stefan Strömberg
- 2005: Mats Malmsjö (tillförordnad)
- 2005–2007: Thomas Rolén
- 2008–2014: Barbro Thorblad
- 2014–2020: Martin Holmgren
- 2020–:  Thomas Rolén